# 西蒂姆克
西蒂姆克是德国下萨克森州的一个市镇。总面积12.05平方公里，总人口620人，其中男性380人，女性240人（2011年12月31日），人口密度51人/平方公里。